# Cibeno Pile
Cibeno Pile is een plaats (frazione) in de Italiaanse gemeente Carpi.